# Vlacháta
Vlacháta är en ort i Grekland.   Den ligger i prefekturen Nomós Kefallinías och regionen Joniska öarna, i den sydvästra delen av landet, 270 km väster om huvudstaden Aten. Vlacháta ligger 179 meter över havet och antalet invånare är 520. Den ligger på ön Kefalonia Island.
Terrängen runt Vlacháta är varierad. Havet är nära Vlacháta söderut.  Närmaste större samhälle är Argostoli, 13,6 km nordväst om Vlacháta. 